# Aubiac (Gironde)
Aubiac is een gemeente in het Franse departement Gironde (regio Nouvelle-Aquitaine) en telt 259 inwoners (1999). De plaats maakt deel uit van het arrondissement Langon.

## Geografie
De oppervlakte van Aubiac bedraagt 5,6 km², de bevolkingsdichtheid is 46,3 inwoners per km².
De onderstaande kaart toont de ligging van Aubiac (Gironde) met de belangrijkste infrastructuur en aangrenzende gemeenten.

## Demografie
Onderstaande figuur toont het verloop van het inwonertal (bron: INSEE-tellingen).